# El recién nacido
El recién nacido (en francés, Le Nouveau-né), es una de las pinturas más conocidas del pintor francés Georges de La Tour. Está realizado en óleo sobre lienzo. Es una obra que data del periodo 1645-1648. Mide 76 cm de alto y 91 cm de ancho. Se exhibe actualmente en el Museo de Bellas Artes de Rennes (Francia).
A veces es conocida esta obra con el título de La Natividad, pues se trata de un cuadro enigmático del que no se sabe si representará el nacimiento de Jesucristo, con la Virgen María, el Niño Jesús y Santa Ana. Es usual en Georges de La Tour tratar los temas religiosos como si se tratara de una escena de género.
La composición es sencilla: dos mujeres, una de frente y otra de perfil, y en brazos de la primera un recién nacido. Una luz rojiza ilumina los rostros, dejando en penumbra el resto del cuadro. Sólo la cabeza del niño y el pecho de la mujer de perfil están iluminados con color blanco.